# Eberhard Schöpffer
Eberhard Wolfgang Schöpffer (także Schoepffer; ur. 20 lipca 1884 w Klooschen k. Kłajpedy, zm. 5 sierpnia 1975 w Numunster) – niemiecki oficer wojskowy, pułkownik (Oberst) Wehrmachtu. W czasie II wojny światowej m.in. dowódca obrony Festung Elbing w 1945, a następnie dowódca niemieckiej załogi broniącej Mierzei Helskiej.

## Życiorys
Urodził się 20 lipca 1884 w Klooschen, nieistniejącej obecnie wsi w pobliżu Prekuli w rejonie Kłajpedy w ówczesnych Prusach Wschodnich (obecnie należy do Litwy). W wieku 12 lat wstąpił do Królewskiego Pruskiego Korpusu Kadetów, a w marcu 1902 rozpoczął służbę w 2. Pomorskim Batalionie Jegrów. W lutym 1907 rozpoczął służbę w Niemieckiej Afryce Południowo-Zachodniej, gdzie dosłużył się stopnia majora Schutztruppe tej niemieckiej kolonii.
W czasie I wojny światowej służył jako dowódca kompanii. Wzięty do niewoli w lipcu 1915, resztę wojny spędził w brytyjskim obozie jenieckim. Do Niemiec powrócił w maju 1919, wstąpił do tzw. tymczasowej Reichswehry, jednak wkrótce przeszedł w stan spoczynku i osiedlił się w Heiligenbeil.
Po I wojnie światowej przez pewien czas dyrektorował zakładom mechanicznym Ostdeutsche Maschinenfabrik, działał również w organizacji paramilitarnej Stahlhelm. Po remilitaryzacji Niemiec, w 1936 został przyjęty w stopniu majora do Wehrmachtu, początkowo jako jeden z oficerów w garnizonie Elbląg, a od października 1937 - szef szkolenia. 26 sierpnia 1939 wyznaczony na dowódcę 400 Pułku Piechoty, w składzie 228 Dywizji Piechoty wziął udział w kampanii wrześniowej, a następnie w kampanii francuskiej 1940 roku. Następnie dowodził m.in. 61 Rezerwowym Pułkiem Piechoty (od 8 października 1940), 377 Pułkiem Piechoty (walczącym na froncie wschodnim w składzie 225 Dywizji Piechoty; od 13 stycznia 1941), a ostatecznie od 10 lipca 1942 269 Zapasowym Pułkiem Piechoty. 20 sierpnia 1944 przeniesiony do rezerwy kadrowej Oberkommando des Heeres, z dniem 1 września tego roku został wyznaczony na dowódcę Festung Elbing. Dowodził obroną Elbląga aż do 9 lutego, gdy grupa bojowa pod jego dowództwem wyrwała się z okrążenia i przebiła do linii niemieckich. Następnie krótko dowodził obroną Gdańska (20 lutego) i Helu. 8 maja 1945 przedostał się z grupą swoich żołnierzy do Kilonii, gdzie oddał się do niewoli brytyjskiej.
Zmarł 5 sierpnia 1975 w Neumünster, tamże pochowany.
Jego siostra, Gertrud, wyszła za Rudolfa Gieselera, polityka Niemieckiej Narodowej Partii Ludowej. Jego synem był Hilmar Wolfgang Schoepffer (1921-1998), również oficer Wehrmachtu.
Za służbę podczas I wojny światowej otrzymał m.in. Krzyż Żelazny II i I klasy oraz Krzyż Honorowy dla Walczących na Froncie (niem. Ehrenkreuz für Frontkämpfer). Z kolei za służbę podczas II wojny został odznaczony m.in. okuciami do Krzyża Żelaznego II i I klasy (odpowiednio 21 września i 29 października 1939), Złotym Krzyżem Niemieckim (14 czerwca 1942) i Krzyżem Rycerskim Krzyża Żelaznego (9 lutego 1945), a także Medalem za Kampanię Zimową na Wschodzie 1941/1942. W roku 1968 został także odznaczony medalem Preußenschild, najwyższą odznaką przyznawaną przez ziomkostwo Landsmannschaft Ostpreußen, którego był współzałożycielem.